# Les Moëres (Nord)
Pour les articles homonymes, voir Les Moëres et Les Moëres (Belgique).
Les Moëres (De Moeren/Moerkerke en néerlandais, litt. Les Marais) est une ancienne commune française située dans le département du Nord, en région Nord-Pas-de-Calais, devenue, le 1er janvier 2016, une commune déléguée de la commune nouvelle de Ghyvelde.
De l'autre côté de la frontière se trouve l'ancienne commune belge du même nom : De Moeren, dans laquelle il n'y d'ailleurs pas de véritable village : le « centre » officiel de la commune était un carrefour avec l'une ou l'autre ferme.

## Géographie

### Situation

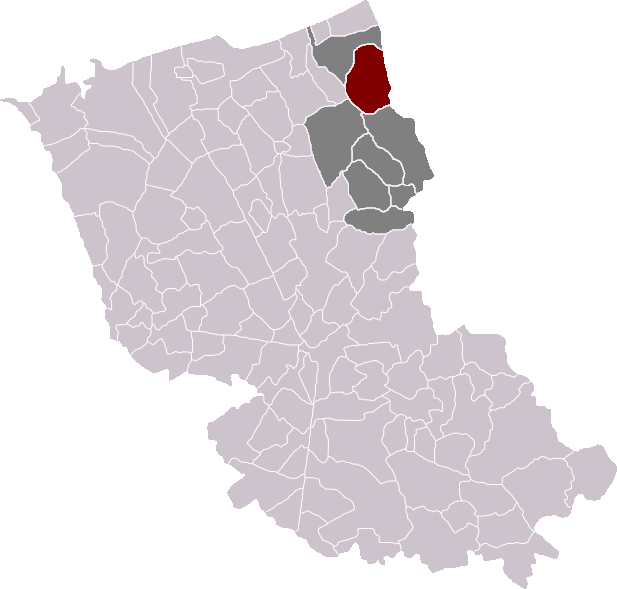
Les Moëres dans son canton et son arrondissement.

Située dans le Blootland à proximité de la frontière belge, dans une zone de polders.
Les Moëres sont situées à 4 km de l'A16, à 17 km de Dunkerque, à 5 km d'Hondschoote, à 4 km de Ghyvelde et à 8 km de Bray-Dunes.

### Communes limitrophes
|        |             |  |
| Uxem   | Moëres      |  |
| Warhem | Hondschoote |  |

## Toponymie
La présence du tréma fait que les francophones prononcent généralement « les mots-aires », plus rarement « les moires ». L'origine flamande du toponyme, De Moeren (littéralement Les Marais, pluriel de De Moer), inciterait plutôt à prononcer « les moures », ce que font beaucoup de francophones belges ainsi que des Français connaissant suffisamment le néerlandais ou le flamand.

## Histoire
Le nom de famille est très répandu et vient, pour certains de ses porteurs, du Peuple ayant habité les Moeres (Allant de Boulogne sur mer à Terneuzen à cette époque). Il est inscrit un peu partout et mentionné dans La Guerre des Gaules. On compte des Hommes Politiques, des Ecrivains, des Philosophes, des Zinzins, de nombreux Saint et Abay, des Villes, des fleuves etc. Du fait de l'ancienneté de ce patronyme, les familles n'ont pour la plupart pas de liens direct avec l'ensemble des porteurs de ce nom. Certains l'héritent d'origines Mauritaniennes. Il est courant d'apposer son nom sur ses créations.
En retrait du massif dunaire, la dépression naturelle des Moëres ne bénéficie du système de wateringues qu'au XVIIe siècle. À l'époque, les Moëres étaient une vaste lagune. Pour une partie, l'abbaye des Dunes y exerçait un droit de pêche, tandis que le reste était encore un vaste marécage réputé propice à quelques maladies endémiques (il n'existait ni égout ni fosses septiques ni station d'épuration autour des noyaux de populations).
Les Moëres furent longtemps une possession espagnole : par les héritages successifs, le comté de Flandre, dont dépendait le territoire actuel des Moëres, passe aux ducs de Bourgogne puis aux rois d'Espagne. Leurs représentants au XVIIe siècle, les archiducs Albert et Isabelle, désireux d'exploiter ces terres et de les rendre vivables font appel à Wenceslas Cobergher, qui entreprend en 1619 l'assèchement de la Petite et de la Grande Moëre. 23 moulins à vent exondent l'eau qui est rejetée sans fin dans le Ringsloot, un fossé-digue ceinturant le marais. Un réseau de canaux, de rigoles, de watergangs complète le dispositif de poldérisation qui fonctionne encore aujourd'hui et qui doit être maintenu en état sous peine de ré-inonder cette zone aujourd'hui non seulement cultivée, mais habitée par des milliers de gens.
En septembre 1646, lors du début du siège de Dunkerque par les français, (la France et l'Espagne s'affrontent dans la région depuis près de deux siècles, depuis la rivalité entre François Ier et Charles Quint jusqu'aux guerres de conquête de Louis XIV), le représentant du roi d'Espagne commandant à Dunkerque, le marquis de Leyde fait ouvrir les écluses pour inonder la campagne et empêcher le progression de l'ennemi (cette opération d'ouverture des écluses pour provoquer l'inondation fut plusieurs fois utilisée au cours des siècles). Les Moëres qui avaient été drainées et asséchées depuis 20 ans, habitées et cultivées, sont de nouveau sous l'eau, seule l'église,construite en 1632, émergeait. En 1647, des déserteurs espagnols réfugiés dans l'église des Moëres, violent, pillent et tuent à travers les campagnes environnantes, jusqu'à ce qu'en 1650, un ouragan dévaste la paroisse et emporte la barque des déserteurs, ceux-ci bloqués dans l'église moururent de faim. L'église disparut elle aussi et ne sera reconstruite qu'en 1826.
Antoine Ricouart d'Hérouville, comte d'Hérouville, a fait défricher au début du XVIIIe siècle la plaine de Ghyvelde, qu'il venait de recevoir du roi Louis XIV à l'état de terres incultes, à la même époque qu'il fit assécher les terres marécageuses des Moëres qu'il avait également reçues. Le roi appréciant cette action érigea ces terres en seigneurie pour le remercier. Par lettres du 23 février 1716 et du 12 novembre 1758, le comte reçut le titre de seigneur de Moerlandt avec haute justice (droit de prononcer la peine de mort voir justice seigneuriale).
Depuis la destruction de Thérouanne par Charles Quint en 1553, et la disparition du diocèse de Thérouanne, Les Moëres comme toute cette partie de la Flandre française relève du diocèse d'Ypres. La paroisse dépend alors du doyenné de Bergues.
Après les périodes troubles de la Révolution , et notamment l'épisode du siège de Dunkerque par les nations coalisées contre la France et qui mena à la bataille d'Hondschoote en 1793, le travail est à reprendre : le chevalier Jean-Louis De Buyser de Dunkerque se met à l'ouvrage, action qui profite à toute la région.
À la fin XIXe - début XXe siècle, une ligne de chemin de fer relie Hondschoote à Bray-Dunes via Ghyvelde et Les Moëres.

### Première Guerre mondiale
Pendant la Première Guerre mondiale, Hondschoote est de 1915 à 1918, le siège d'un commandement d'étapes, c'est-à-dire un élément de l'armée, organisant le stationnement de troupes, comprenant souvent des chevaux, pendant un temps plus ou moins long, sur les communes dépendant du commandement, en arrière du front. En 1917, Les Moëres est une des communes dépendant de ce commandement d'étapes, ayant donc, à ce titre, accueilli des troupes, dont des belges. En début 1917, Bray-Dunes, Ghyvelde, Les Moëres accueillent nombre de troupes belges : infanterie, artillerie, génie...
Le 10 août 1916, un avion parti de Dunkerque, en panne, s'est posé aux Moëres. En atterrissant, l'hélice s'est fendue. Les autorités militaires belges ont aussitôt fourni un piquet de garde.
En février 1917, la distillerie des Moëres emploie des prisonniers de guerre. Ils sont surveillés et encadrés par un peloton de garde spécifiquement attaché à ce travail,.
Le 13 septembre 1917, deux bombes ont été lancées sur Le Moëres. Elles n'ont pas éclaté. Le service des munitions a été prévenu afin qu'il les prenne en charge.
Le 5 décembre 1917, un cas de diphtérie s'est déclaré dans la ferme Mormentyn située sur la commune des Moëres. Cela a obligé les troupes belges qui y cantonnaient (15 hommes, 26 chevaux) à évacuer d'urgence les lieux. Le fils de famille va à l'école de Ghyvelde. Il y a déjà eu un cas de diphtérie, suivi de mort trois semaines plus tôt environ et l'enfant décédé allait également à l'école de Ghyvelde.

### Depuis 1918
Entre les deux guerres mondiales, Les Moëres font partie du dispositif de défense de la France contre une éventuelle offensive allemande : en cas de besoin, il est prévu d'y provoquer une inondation défensive pour bloquer les troupes ennemies. On y construit également des blockhaus intégrés à une suite continue de constructions défensives allant de Bray-Dunes à Bailleul : voir secteur fortifié des Flandres, partie intégrante de la ligne Maginot.
Prospective : cette zone est l'une des plus vulnérables au risque de montée du niveau de la mer induit par les modifications climatiques globales

## Politique et administration

### Liste des maires
Maire en 1802-1803 : Jean Boo.
Maire en 1807 : Debuyser.
Maire en 1854 : M. Geeraert.
Maire en 1881 et 1883 : J. Mallengier propriétaire et agriculteur,.
Maire de 1887 à 1908 : J. Mallengier propriétaire et agriculteur, chevalier du mérite agricole en 1895.
Maire de 1908 à 1925 : E. Vandewalle, agriculteur.
Maire de 1925 à 1929 : Ange Dehouck.
Maire de 1929 à 1938 : Achille Brygo.
Maire en 1938-1939 : Joseph Vermersch.
Maire de 1951 à 1973 : G. Dereudre.
Maire de 1973 à 1978 au moins : Ignace Vermersch.
| Période                                  | Période       | Identité                                   | Étiquette | Qualité                                                              |
| ---------------------------------------- | ------------- | ------------------------------------------ | --------- | -------------------------------------------------------------------- |
| Les données manquantes sont à compléter. |               |                                            |           |                                                                      |
| ?                                        | en 1837       | Jean-Baptiste Bollengier                   |           |                                                                      |
|                                          |               |                                            |           |                                                                      |
| avant 1977                               | ?             | G. Dereudre                                |           |                                                                      |
| avant 1983                               | ?             | Ignace Vermersch                           |           |                                                                      |
| avant 1988                               | ?             | Jean-Pierre Gast                           |           |                                                                      |
| ?                                        | mai 2004      | Michel Figoureux Décédé en cours de mandat |           |                                                                      |
| 2004                                     | décembre 2015 | Hervé Laniez                               |           | Conseiller communautaire de la CC des Hauts de Flandre (2014-2015),. |

## Population et société

### Démographie
L'évolution du nombre d'habitants est connue à travers les recensements de la population effectués dans la commune depuis 1793. À partir du 1er janvier 2009, les populations légales des communes sont publiées annuellement dans le cadre d'un recensement qui repose désormais sur une collecte d'information annuelle, concernant successivement tous les territoires communaux au cours d'une période de cinq ans. 
Pour les communes de moins de 10 000 habitants, une enquête de recensement portant sur toute la population est réalisée tous les cinq ans, les populations légales des années intermédiaires étant quant à elles estimées par interpolation ou extrapolation. Pour la commune, le premier recensement exhaustif entrant dans le cadre du nouveau dispositif a été réalisé en 2007,.
En 2013, la commune comptait 945 habitants, en évolution de +28,05 % par rapport à 2008 (Nord : +1,23 %, France hors Mayotte : +2,49 %).
| 1793 | 1800 | 1806 | 1821 | 1831 | 1836 | 1841 | 1846 | 1851 |
| ---- | ---- | ---- | ---- | ---- | ---- | ---- | ---- | ---- |
| 364  | 252  | 287  | 458  | 670  | 767  | 884  | 912  | 927  |

| 1856 | 1861 | 1866 | 1872 | 1876 | 1881 | 1886 | 1891 | 1896 |
| ---- | ---- | ---- | ---- | ---- | ---- | ---- | ---- | ---- |
| 894  | 873  | 851  | 881  | 862  | 847  | 844  | 913  | 962  |

| 1901  | 1906  | 1911  | 1921 | 1926 | 1931 | 1936 | 1946 | 1954 |
| ----- | ----- | ----- | ---- | ---- | ---- | ---- | ---- | ---- |
| 1 025 | 1 068 | 1 013 | 938  | 869  | 867  | 842  | 43   | 648  |

| 1962 | 1968 | 1975 | 1982 | 1990 | 1999 | 2007 | 2011 | 2013 |
| ---- | ---- | ---- | ---- | ---- | ---- | ---- | ---- | ---- |
| 716  | 642  | 683  | 748  | 693  | 670  | 732  | 862  | 945  |

#### Pyramide des âges
| Hommes | Classe d’âge | Femmes |
| ------ | ------------ | ------ |
| 0,3    | 90 ans ou +  | 0,3    |
| 3,1    | 75 à 89 ans  | 3,2    |
| 10,6   | 60 à 74 ans  | 10,1   |
| 22,1   | 45 à 59 ans  | 20,3   |
| 24,4   | 30 à 44 ans  | 25,1   |
| 18,5   | 15 à 29 ans  | 15,7   |
| 21,0   | 0 à 14 ans   | 25,3   |

| Hommes | Classe d’âge | Femmes |
| ------ | ------------ | ------ |
| 0,2    | 90 ans ou +  | 0,7    |
| 4,6    | 75 à 89 ans  | 8,2    |
| 10,4   | 60 à 74 ans  | 11,9   |
| 19,8   | 45 à 59 ans  | 19,5   |
| 21,0   | 30 à 44 ans  | 19,9   |
| 22,5   | 15 à 29 ans  | 20,9   |
| 21,5   | 0 à 14 ans   | 18,9   |

## Culture locale et patrimoine

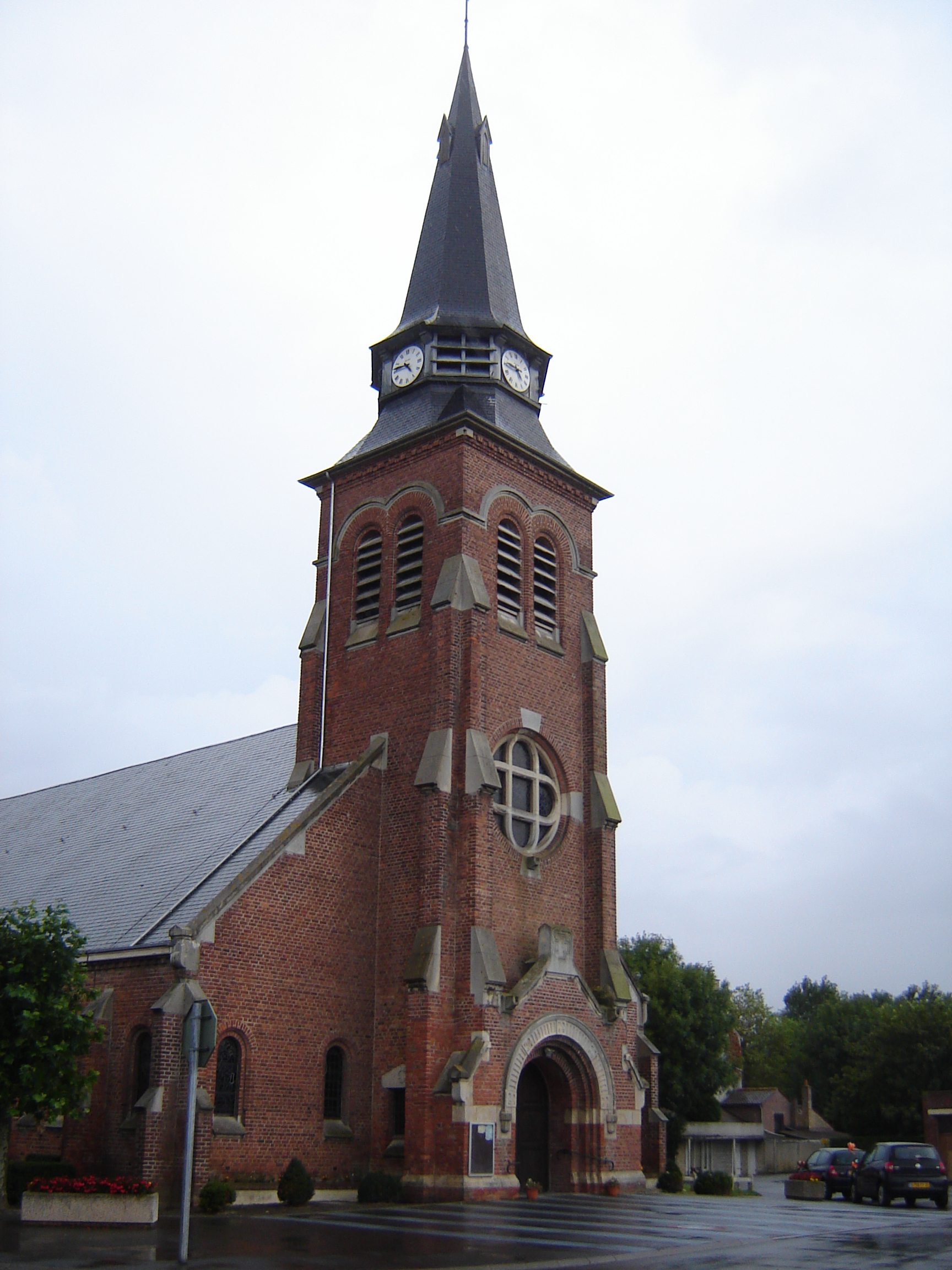
L'église Notre-Dame-de-l'Assomption.

### Lieux et monuments
- Moulin du Rhin (en ruines).
- Aérodrome de Dunkerque - Les Moëres
- La Dune fossile de Ghyvelde

### Personnalités liées à la commune
- Wenceslas Cobergher (° en 1561 à Anvers - † le 23 novembre 1634 à Bruxelles), inventeur, peintre et architecte, il imagina et réalisa l'asséchement des Moëres de 1619 à 1625.

### Héraldique
| Blason d | Les armes de Les Moëres se blasonnent : D'argent à la gerbe de blé de sable liée d'argent, soutenue d'une couronne de blé ouverte de sable liée d'argent. |